# Peter Paige
Peter Michael Paige (West Hartford, nascido em 20 de junho de 1969) é um ator, diretor, escritor e produtor estadunidense. Sua estréia como diretor e escritor foi no filme Say Uncle.

## Início de Vida e da educação
Paige nasceu em West Hartford, Connecticut. Ele se formou na Escola de Teatro da Universidade de Boston com um bacharelado em Belas Artes.

## Carreira
Mais conhecido por seu papel na série de sucesso da Showtime, Queer as Folk, outros créditos de televisão de Paige incluem Will & Grace, Time of Your Life, Girlfriends, Caroline in the City, American Dad!, Related, Grey's Anatomy, The Closer e Without a Trace. Sua primeira audição em Los Angeles lhe rendeu um papel de convidado-estrela em Suddenly Susan.

## Filmografia
| Filme     | Filme                                                  | Filme                    | Filme                                           |
| Ano       | Filme                                                  | Personagem               | Notas                                           |
| --------- | ------------------------------------------------------ | ------------------------ | ----------------------------------------------- |
| 1998      | The Shooting                                           |                          |                                                 |
| 1999      | Pop                                                    | Nick                     |                                                 |
| 1999      | The Joyriders                                          | Family Restaurant Waiter |                                                 |
| 2001      | The Four of Us                                         | Scott                    |                                                 |
| 2004      | Childstar                                              | Tim                      |                                                 |
| 2005      | Say Uncle                                              | Paul Johnson             |                                                 |
| 2007      | Ping Pong Playa                                        | Gerald                   |                                                 |
| 2008      | Leaving Barstow                                        | The DJ                   |                                                 |
| 2011      | Repeat After Me                                        |                          |                                                 |
| 2011      | Sex Crime Panic                                        |                          |                                                 |
| 2013      | Copacabana                                             | Miranda                  |                                                 |
| 2020      | The Thing About Harry                                  | Casey                    |                                                 |
| Televisão |                                                        |                          |                                                 |
| Ano       | Título                                                 | Personagem               | Notas                                           |
| 1996      | Nowhere Man                                            | Recruit #4               | Episode: Heart of Darkness                      |
| 1997      | Suddenly Susan                                         | Neil Pomerantz           | Episode: Next Stop, Heaven                      |
| 1998      | Caroline in the City                                   | Robert                   | Episode: Caroline and the Paper Chase           |
| 1999      | Undressed                                              | Kirk                     | 5 episodes                                      |
| 1999      | Will & Grace                                           | Roger O'Neil             | Episode: Whose Mom Is It Anyway?                |
| 2000      | Movie Stars                                            | Nick                     | Episode: He's Reese. He's Here. Get Used to It. |
| 2000      | Time of Your Life                                      | Assistente               | Episode: The Time They Cheated                  |
| 2002      | Our America                                            | Gary Covino              | Filme de televisão                              |
| 2002      | Girlfriends                                            | Zellner                  | Episode: Star Craving Mad                       |
| 2000–2005 | Queer as Folk                                          | Emmett Honeycutt         | 83 episodes                                     |
| 2005–2006 | Related                                                | Patrick                  | 4 episodes                                      |
| 2006      | Grey's Anatomy                                         | Benjamin O'Leary         | Episode: I Am a Tree                            |
| 2007      | Without a Trace                                        | Lucas Blumenthal         | Episode: Primed                                 |
| 2007–2009 | Rick & Steve: The Happiest Gay Couple in All the World | Steve                    | 14 episodes                                     |
| 2009      | CSI: Miami                                             | Glenn Wagner             | Episode: Divorce Party                          |
| 2009      | Raising the Bar                                        | Sean Graydon             | Episode: The Curious Case of Kellerman's Button |
| 2006–2009 | American Dad!                                          | Jason                    | Voice - 3 episodes                              |
| 2010      | The Closer                                             | Ricky                    | Episode: Old Money                              |
| 2011      | Bones                                                  | Darren Hargrove          | Episode: The Bikini in the Soup                 |
| 2013      | The Fosters                                            | —                        | Criador - Escritor - Produtor executivo         |
| 2015      | Tut                                                    | —                        | Escritor                                        |
| 2020      | Station 19                                             |                          | Episode:                                        |